# Sărățel (okręg Bistrița-Năsăud)
Sărățel – wieś w Rumunii, w okręgu Bistrița-Năsăud, w gminie Șieu-Măgheruș. W 2011 roku liczyła 535 mieszkańców.